# Acallurothrips louisianae
Acallurothrips louisianae är en insektsart som först beskrevs av Ian A. Hood 1936.  Acallurothrips louisianae ingår i släktet Acallurothrips och familjen rörtripsar. Inga underarter finns listade i Catalogue of Life.